# Факундо Кампазо
Факундо Кампазо Аведано (шп. Facundo Campazzo Avedano; Кордоба, 23. март 1991), често правописно неправилно као „Кампацо”, аргентински је кошаркаш. Игра на позицији плејмејкера, а тренутно наступа за Реал Мадрид.

## Каријера

### Клупска
Каријеру је почео у аргентинском Пењаролу са којим је освојио четири националне титуле и један куп. 
У мају 2014. године потписао је за екипу мадридског Реала. У првој сезони са екипом Реала је освојио Евролигу. Уследиле су две године на позајмици у Мурсији након чега се вратио у Реал од 2017/18. сезоне. Исте такмичарске године са Реалом је освојио поново Евролигу. Напустио је мадридски клуб 2020. године. Поред две титуле европског првака са Реалом је три пута био првак Шпаније, два пута је освојио Куп а четири пута Суперкуп Шпаније.
У новембру 2020. потписао је за Денвер нагетсе. Провео је две сезоне у Денверу а затим је на почетку такмичарске 2022/23. био и у Далас мавериксима одакле је отпуштен 28. новембра.
Дана 19. децембра 2022. потписао је уговор са Црвеном звездом до краја сезоне. Због казне коју је Звезда добила од Евролиге, Кампацо је у овом такмичењу заиграо тек 2. марта 2023. на утакмици 26. кола са Бајерном у Минхену. Звезда је сезону у Евролиги завршила на 10 позицији са скором 17-17, а аргентински кошаркаш је на девет одиграних утакмица бележио 15 поена и 5,9 асистенција по мечу. Са Црвеном звездом је освојио  Куп Радивоја Кораћа и  првенство Србије док је у финалу Јадранске лиге поражен од Партизана. У јулу 2023. званично је напустио београдски клуб. Истог месеца се вратио у Реал Мадрид, са којим је потписао четворогодишњи уговор.

### Репрезентативна
Био је део екипе Аргентине која је освојила сребро на Светском првенству 2019. године.

## Успеси

### Клупски
- Пењарол Мар дел Плата:
  - Првенство Аргентине (4): 2009/10, 2010/11, 2011/12, 2013/14.
  - Куп Аргентине (1): 2010.

- Реал Мадрид:
  - Евролига (2): 2014/15, 2017/18.
  - Првенство Шпаније (4): 2014/15, 2017/18, 2018/19, 2023/24.
  - Куп Шпаније (3): 2015, 2020, 2024.
  - Суперкуп Шпаније (5): 2014, 2018, 2019, 2020, 2023.

- Црвена звезда:
  - Првенство Србије (1): 2022/23.
  - Куп Радивоја Кораћа (1): 2023.

### Репрезентативни
- Светско првенство: 
  -  2019.
- Америчко првенство:  
  -  2015, 2017.
  -  2013.

### Појединачни
- Идеални тим Евролиге — прва постава (1): 2023/24.
- Најкориснији играч Првенства Шпаније (1): 2023/24.
- Најкориснији играч финала Првенства Шпаније (1): 2018/19.
- Најкориснији играч Купа Шпаније (2): 2020, 2024.
- Најкориснији играч Суперкупа Шпаније (3): 2019, 2020, 2023.
- Најкориснији играч Купа Аргентине (1): 2010.
- Најкориснији играч финала Првенства Аргентине (1): 2011/12, 2013/14.